# Penetranza
La penetranza, in genetica, indica la frequenza con cui un allele si manifesta fenotipicamente all'interno di una popolazione: essa dipende sia dal genotipo (ad esempio la presenza di geni epistatici o di altri geni) sia dall'influenza dell'ambiente. In altre parole la penetranza corrisponde alla frequenza con cui, dato un certo genotipo, si manifesta il fenotipo corrispondente (ad esempio una malattia).
La penetranza determina la possibilità di prevedere in maniera più o meno certa il fenotipo associato alla mutazione. Solo test genetici basati sull'analisi di mutazioni legate a fenotipi molto penetranti permettono una predizione certa del fenotipo.
Spesso, inoltre, possono verificarsi particolari fenomeni quali l'espressività variabile.

## Penetranza completa
La penetranza è completa (100%) quando tutti gli omozigoti recessivi manifestano un fenotipo recessivo e tutti gli omozigoti dominanti e gli eterozigoti mostrano il fenotipo dominante. Ad esempio, se tutti gli individui che portano un allele mutato dominante manifestano il fenotipo mutato, l'allele è completamente penetrante. 
Molti geni mostrano penetranza completa: ne sono esempi le sette coppie alleliche usate da Mendel negli esperimenti, gli alleli del gruppo sanguigno AB0 umano.

## Penetranza incompleta
Si ha invece penetranza incompleta se meno del 100% degli individui con un particolare genotipo manifesta il fenotipo atteso (se l'80% degli individui portatori di un certo allele manifesta il fenotipo corrispondente la penetranza è dell'80%).
Un esempio di penetranza incompleta è offerto dalla brachidattilia e da numerose altre malattie genetiche.